# 別所梅之助

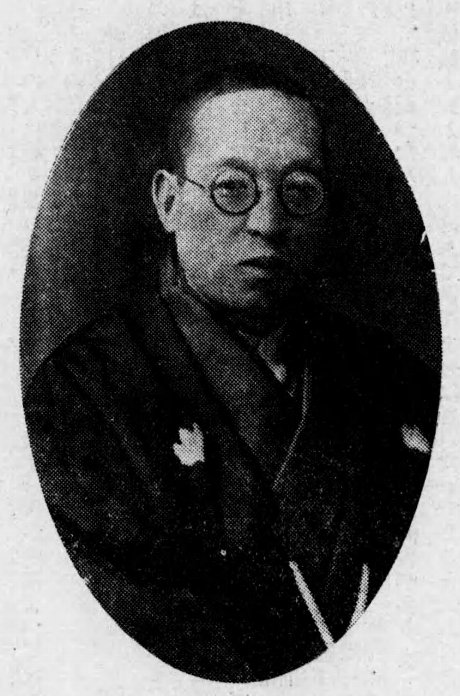
別所梅之助

別所 梅之助（べっしょ うめのすけ、明治4年12月12日（1872年1月21日） - 昭和20年（1945年）3月1日）は日本の牧師、国文学者、青山学院専門部・神学部教授。聖書・讃美歌の翻訳に中心的人物として携わった。

## 生涯
1871年1月21日（明治4年12月12日）、父・萬右衛門、母・しげの長男として東京の下谷坂町に生まれる。1876年（明治9年）、父が亡くなる。同年より4年間、下谷青海小学校で学んだ後、安井定孝、吉川昌介の私塾で国学・漢籍を学ぶ。1884年（明治17年）から大蔵省に勤務する。1885年（明治18年）から東京英語学校の夜学に通い英学を学び始めたことを契機にキリスト教に傾倒し、1887年（明治20年）に神田今川小路美以教会（現・日本基督教団九段教会）で石坂亀治牧師から洗礼を受ける。1888年（明治21年）からは京橋の福音会英語学校の夜学に学ぶ。
1889年（明治22年）、福音会英語学校を卒業し大蔵省を退職し、東京英和学校（現・青山学院）の英語神学科に入学する。その時の同級生に後の日本ホーリネス教会監督の中田重治がいる。基督教青年会（YMCA）で中田と共に、高等部普通科の生徒に伝道した。
1892年（明治25年）、母を連れて豊橋美以教会の牧師として赴任し、1894年（明治27年）に川越美以教会に転任する。同年、母が亡くなる。1895年（明治28年）、歌川とよ子と結婚する。1896年（明治29年）、按手礼を受ける。
1897年（明治30年）、山路愛山の跡を受け、メソジスト教会の機関誌『護教』の主筆を務める。1901年（明治34年）、主筆を辞し、青山学院の教師となり、国語国文学・漢文を担当する。

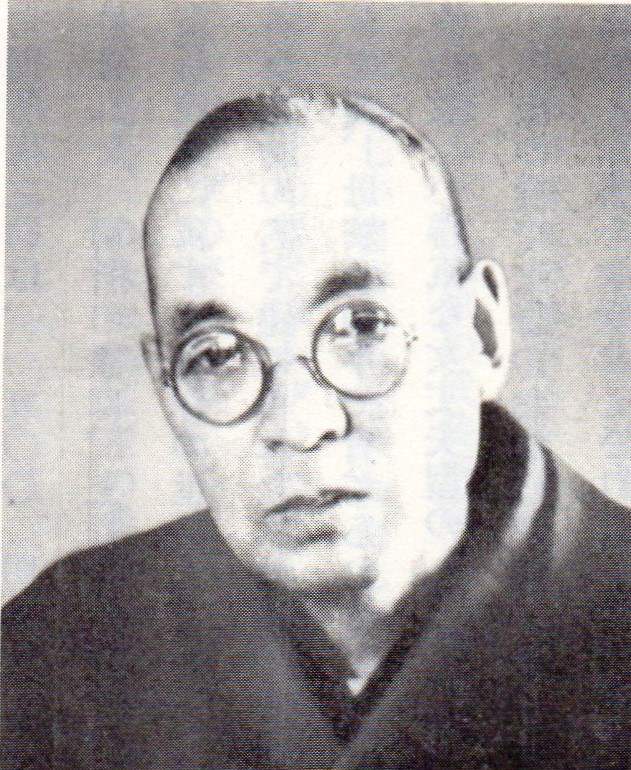
青山学院教授の別所梅之助

1940年（昭和15年）、青山学院を定年退職し、自宅で卒業生のために礼拝や古典の講義を行う。1945年（昭和20年）3月1日、書斎で原稿の執筆中に倒れ、脳溢血で死去、享年75歳。青山霊園に埋葬される。

## 讃美歌選定・聖書翻訳

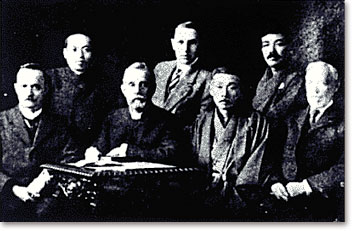
文語新約改訳委員のメンバー、左からC・K・ハーリントン、別所梅之助、H・J・フォス、C・S・デビソン、松山高吉、川添万寿得、ラーネッド

別所の代表的な業績として、讃美歌の選定と聖書の翻訳が挙げられる。
1901年（明治34年）、プロテスタント各教派共同の讃美歌委員に推挙され、主査として歌詞を選定した。1903年（明治36年）に『讃美歌』、1909年（明治42年）の『讃美歌 第2編』、1931年（昭和6年）の『讃美歌』にも尽力した。
1910年（明治43年）、新約聖書改訳委員に任ぜられる。1917年（大正6年）に『改訳新約聖書』を完成させた。

## 著書

### 単著
- 『メソヂスト監督教会礼文』教文館、1897年6月。
- 『武蔵野の一角にたちて』警醒社書店、1915年12月。NDLJP:944060。
- 『霧の王国へ』警醒社書店、1916年5月。NDLJP:955134。
- 『蜜の流るゝ地を求めて』警醒社書店、1918年6月。NDLJP:959212。
- 『聖書動物考』警醒社書店、1920年3月。NDLJP:963168。
  - 『聖書動物考』（複刻版）有明書房、1975年6月。
- 『聖書植物考』警醒社書店、1921年4月。NDLJP:980681。
  - 『聖書植物考』（複刻版）有明書房、1975年4月。
- 『地に跡を印した人々』警醒社書店、1921年5月。
- 『ひとりの歌』警醒社書店、1922年9月。NDLJP:908893。
- 『運命以外の一路』警醒社書店、1924年3月。NDLJP:981654。
- 『山のしづく』警醒社書店、1924年9月。NDLJP:982531。
- 『心のふるさと』警醒社書店、1926年12月。
- 『石を積む』警醒社書店、1931年9月。
- 『聖書民俗考』警醒社書店、1933年11月。
  - 『聖書民俗考』（複刻版）有明書房、1975年6月。
- 『川島郷の鈴木家 地と人と』鈴木庸三、1934年5月。
- 『鈴木庸行』鈴木庸三、1934年12月。
- 『讃美歌小史』東方書院〈日本宗教講座 第17回〉、1935年6月。NDLJP:1105883。
- 『江湖の中』日独書院、1935年7月。
- 『朝のおもひ』創元社、1940年1月。
- 『地を拓く』警醒社書店、1942年10月。
  - 『地を拓く』（複刻版）大空社〈柳田国男の本棚 12〉、1997年9月。ISBN 9784756803917。
- 『生きんとする意志』二宮書店、1948年2月。
- 『しづかなる調べ』二宮書店、1948年10月。

### 編集
- 『メソジスト監督教会教理及び条例』教文館、1897年6月。NDLJP:825189。
  - 『メソジスト監督教会教理及び条例』（明治37年改正）教文館、1905年4月。NDLJP:825190。
- テー・エム・マクネア『讃美歌物語』警醒社書店、1917年7月。NDLJP:944203。

### 翻訳
- ヒリス・シー・パード『求道者の栞』教文館、1902年6月。

### 共著・共編
- テー・エム・マクネヤ、別所梅之助『教会及日曜学校用 クリスマス礼拝執行順序』教文館、1914年11月。NDLJP:925807。
- 石坂亀治 著、別所梅之助・中村忠蔵編 編『石坂亀治師遺稿』別所梅之助、1929年8月。